# Otto Tragy

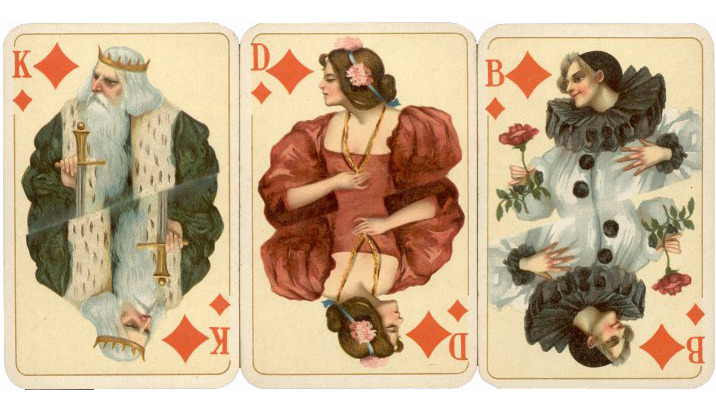
Spielkarten

Otto Tragy (* 7. März 1866 in Prag; † 7. Januar 1928 in Pasing) war ein deutscher Maler und Grafiker. 
Otto Tragy war  Sohn eines Advokaten. Er studierte ab dem 18. Oktober 1886 an der Königlichen Akademie der Künste in München bei Karl Raupp und Nikolaus Gysis und in Paris bei Pascal Adolphe Dagnan-Bouveret. Nach dem Studium wurde er ab 1898 in der Künstlerkolonie Pasing-Obermenzing als Maler und Gebrauchsgrafiker tätig. Er wurde Mitglied der Münchner Künstlergenossenschaft.
Tragy entwarf 1898 für die Altenburger Spielkartenfabrik Schneider & Co. einen Satz von Jugendstil-Spielkarten. Er stellte seine Werke bis 1922 im Münchener Glaspalast aus. 